# 平原华溪蟹
平原华溪蟹（学名：Sinopotamon planum）为溪蟹科华溪蟹属的动物。在中国大陆，分布于浙江、江苏、安徽、山东、河北等地，多见于低海拔平原区河、湖、沟、荡、水库等岸边的泥洞中或石块下。